# Virginie Ancelot
Marguerite-Louise Virginie Ancelot nata Chardon (Digione, 15 marzo 1792 – Parigi, 20 marzo 1875) è stata una scrittrice, drammaturga, pittrice e memorialista francese.

## Biografia
Avendo cominciato la sua carriera come pittrice, Virginie Ancelot espose un'opera al Salon del 1827. Entrata in letteratura, produsse 13 testi teatrali (dei quali alcuni vennero tradotti in vari teatri parigini), nonché numerosi romanzi e racconti di salone.
Il salotto letterario dell'hôtel di La Rochefoucauld dove lei accolse dal 1824 fino alla sua morte Pierre-Édouard Lemontey, Lacretelle, Alphonse Daudet, Baour-Lormian, Victor Hugo, Sophie Gay e sua figlia Delphine de Girardin, in conte Henri de Rochefort, Mélanie Waldor, l'attrice Rachel, Jacques Babinet, Juliette Récamier, Anaïs Ségalas, François Guizot, Saint-Simon; Alfred de Musset, Stendhal, Chateaubriand, Alphonse de Lamartine, Alfred de Vigny, Prosper Mérimée, Delacroix, che era quasi un passaggio obbligato per l'Académie française, dove fu eletto suo marito Jacques-François Ancelot nel 1841, fu uno degli ultimi grandi salotti letterari di Parigi.

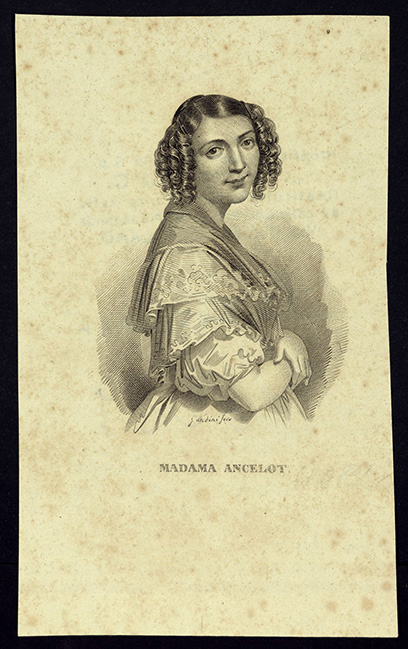
Ritratto di Marguerite-Louise Virginie Ancelot, drammaturgo (1792-1875).
Archivio Storico Ricordi

## Opere
- Théâtre complet de Madame Ancelot, Parigi, Beck, 1848
- Les salons de Paris, foyers éteints[collegamento interrotto], Parigi, J. Tardieu, 1858
- Un salon de Paris, 1824 à 1864[collegamento interrotto], Parigi, E. Dentu, 1866
- Madame Roland : drame historique en trois actes ; mêlé de chant[collegamento interrotto], Parigi, Impr. de A. Henry, 1843
- Théâtre de Mme Ancelot, Parigi, C. Gosselin, 1841

## Testi teatrali
- Clémence, ou, la fille de l'avocat : comédie en deux actes, mêlée de couplets, Berlino, A.M. Schlesinger, 1843
- Émerance, Bruxelles, Meline, Cans, 1842
- Emprunts aux salons de Paris, Parigi, Allardin, 1835
- Gabrielle, Parigi, C. Gosselin, 1840
- Georgine, New York, Charles Lassalle Éditeur, 1855
- Hercule; poème épique, Parigi, E. Thorin, 1873-1874
- Hermance, ou, Un an trop tard comédie en trois actes, mêlée de chant, Parigi, Beck, éditeur, 1843
- Isabelle, ou Deux jours d'expérience, comédie en trois actes et en prose, Parigi, Marchant, 1837
- Juana, ou, Le projet de vengeance comédie en deux actes, mêlée de chant, Parigi, Dondey-Dupré, 1838
- L'hôtel de Rambouillet ; comédie en trois actes, mêlée de chant, Bruxelles, J.A. Lelong, 1842
- La Nièce du banquier  : roman, Parigi, 1853
- Le château de ma nièce, comédie en un acte en prose, Parigi, Marchant, 1837
- Le père Marcel : comédie mêlée de chant, en deux actes, Parigi, Marchant, 1841
- Les deux impératrices ; ou, Une petite guerre ; comédie en trois actes, en prose, Parigi, 1842
- Les femmes de Paris ; ou, L'homme de loisir; drame en cinq actes en prose, précédé de Un duel sans témoins (prologue), Parigi, 1848
- Les honneurs et les mœurs, ou, Le même homme comédie en deux actes, mêlée de chant, Parigi, Dondey-Dupré, 1840
- Loïsa, comédie en deux actes, mêlée de chant, Parigi, Beck, éditeur, 1843
- Madame Roland ; drame historique en trois actes, mêlé de chant, Parigi, Beck, 1843
- Marguerite : comédie en trois actes, mêlée de couplets, Parigi, Marchant, 1840
- Marie, ou Trois époques, comédie en trois actes, en prose, Parigi, Marchant, 1836
- Pierre le millionnaire, comédie en trois actes, Parigi, A. Henry, 1844
- Renée de Varville, Parigi, Gabriel Roux et Cassanet, éditeurs, 1853
- Un drame de nos jours, Parigi, A. Cadot 1859
- Un jour de liberté comédie en trois actes mêlée de chant, Parigi, 1844
- Un mariage raisonnable, Parigi, Marchant, 1900-1983?
- Une famille parisienne au XIXe siècle, Parigi, A. Cadot, 1857
- Une femme à la mode ; comédie en un acte, Parigi, 1848